# Едґар Варез
Едґар Варе́з (Edgar(d) Varèse, повне ім'я Едгард Віктор Ахілл Шарль Варез, 22 грудня 1883—6 листопада 1965) — франко-американський композитор, француз за походженням, музичний громадський діяч і диригент, один з піонерів електронної і конкретної музики.

## Роки дитинства і навчання
Народився в Парижі. Син інженера. Майже одразу після народження відправлений на виховання до свого двоюрідного дядька, що проживав у Ле Віллар (Франція). Тут він здобув велику прихильність до свого діда, Клода Корто, який є також дідом піаніста і диригента Альфреда Корто, двоюрідного брата Едгара Вареза.
У 1893 році разом з батьками переїхав в Турин (Італія) для того, щоб жити поруч із родичами (батько Вареза був італійцем за походженням). Тут отримав перші уроки музики від директора Туринської консерваторії — Джованні Болзоні. У 1895 році написав свою першу оперу «Мартін Па», яка згодом була втрачена. Таке захоплення музикою не дуже поділяв батько Едгара, який розраховував, що син, як і він сам, стане інженером. Під впливом батька вступив до Політехнічниго Інституту в Турині, де вивчав інженерію. Конфлікт з батьком набирав все більших обертів. В 1903 році Варез пішов з дому, повернувся у Париж.
У 1904-1905 роках навчався в Паризькій Schola Cantorum в Альбера Русселя (контрапункт і фуга) та у Венсана д'Енді (композиція). Під керівництвом Шарля Борда вивчав старовинну музику, яка цікавила його протягом всього його життя. У 1906-1907 рр. навчався у Паризькій консерваторії у Шарля-Марі Відора. До цього періоду належить перша нотна публікація — романс на вірші П.Верлена «Un grand sommeil noir», в якому відчуваються впливи К. Дебюссі. У 1907 р. переїхав до Берліна, де зблизився з Феруччо Бузоні. Працював хормейстером і викладачем. У 1910 р. з ініціативи Р. Штрауса була виконана симфонічна поема «Бургундія», яка не мала успіху. У 1913 р. Варез повернувся до Парижу, а всі твори, написані до цього часу, були або знищені або загублені.

## Перші роки в США
У 1917 Варез дебютував в Америці, диригуючи «Реквіємом» Берліоза. Познайомився у Нью-Йорку з Львом Терменом, а також цікавився електронною музикою. В 1921 році закінчує «Америки», перший з творів, написаних у його оригінальному авангардному стилі.
Заснував разом з Карлосом Сальседо Міжнародну Гільдію композиторів. Гільдія існувала протягом 6 років. За цей час вібулися прем'єри творів Шенберга, Стравінського, Веберна, Берга. Концертами Гільдії, крім Вареза і Сальседо диригували першокласні майтри — Юджин Гуссенс, Отто Клемперер, Фріц Райнер, Артур Родзинський. Для Гільдії Варез написав 4 твори невеликого об'єму для різних камерно-інструментальних складів. Це «Приношення» (1921) — двочастинний вокальний цикл для сопрано і ансамблю мішаного складу, «Гіперпризма» (1923) для духових і ударних, «Октандр» (1923) для 7 духових і контрабаса, «Інтеграли» (1925) для духових і ударних. Увінчала цей найбільш плідний період творчості Вареза друга і остання партитура для великого оркестру — «Аркана». Прем'єра відбулася у Філадельфії у квітні 1927. У 1922 році створив Internationale Komponisten-GILDE в Берліні разом з Бузоні. У 1927 отримав громадянство США. Цього ж року замість Гільдії композиторів була створена Пан-американська асоціація композиторів.

## Знову Париж
У 1928 році повернувся до Парижу, для того, щоб виправити одну із деталей у «Америках» — додати нововинайдений інструмент — хвилі Мартено. Перебуваючи у Парижі, спочатку хотів створити композиторську школу, засновану на нових оригінальних началах. Серед його учнів — Андре Жоліве.
У 1930 написав «Іонізацію» (прем'єра у Нью-Йорку, у 1933 під керівництвом Н. Слонмського) — одна з перших в історії західних партитур для ударних. Твір призначений для 36 інструментів, на яких би грали 13 виконавців. Пробув у Парижі до 1933 року. Ще будучи в Парижі, написав Guggenheim Foundation and Bell Laboratories для того щоб отримати грант на розробку електронної музичної студії. Наступний написаний твір — «Екваторіал» був закінчений у Нью-Йорку.

## Повернення у США
«Екваторіал» — це десятихвилинна п'єса, написана для басу чи ансамблю басів, 4 труб, 4 тромбонів, фортепіано, органа, хвиль Мартено (в початковій версії — двох терменвоксів) і ударних. Текст взято з священної книги майя в перекладі на іспанську. Зимою 1936 року на прохання відомого флейтиста Жоржа Баррера написав чотирихвилинну п'єсу «Щільність 21,5» (цією цифрою виражається щільність платини нової флейти Баррера).
З 1936 по 1954 пережив творчу кризу, за ці двадцять років він не зміг написати жодного значимого твору. В цей період Варез читав лекції з курсу «Проблеми нової музики, шляхи її механізації». Викладав диригування і виступав сам як хормейстер. У 1937-1940 рр. жив у Каліфорнії. У 1941 заснував Великий Нью-Йоркський хор, з яким виступав і дав кілька концертів старовинної музики. В 1948 читав лекції у Колумбійському університеті. В 1954 році написав твір «Пустелі», у якому крім інструментів використовується магнітна стрічка. Завдяки їм ім'я Вареза стало відомим у Європі. У 1956 у Франції була випущена перша французька пластинка з музикою Едгара Вареза — «Domaine Musical» під керівництвом Булеза. З 1957 року Варез разом із Янісом Ксенакісом і Ле Корбюзьє розпочинає роботу над павільйоном фірми «Філіпс». В 1958 році на Всесвітній виставці в Брюсселі була виконана «Електронна поема» з використанням 400 динаміків.
Після шаленого успіху на виставці Варез повернувся в Америку. Останні 7 років свого життя він провів у Нью-Йорку. Ці роки стали періодом визнання Вареза, його творчості присвячувались конференції, він удостоївся кількох почесних премій, про нього схвально відкликалась преса. «Нічне» — твір, задуманий на початку 1960х років для сопрано, хору басів і малого оркестру. Це твір про ніч і смерть, але не був завершений. Вже після смерті Вареза цей твір закінчив його учень, композитор китайського походження Чу Вень-чунь.

## Характеристика стилю
Тембр звуку, його колорит — найважливіші елементи в композиціях Вареза. Він вважав, що, як і маляр в кольорах та світлі, композитор за допомогою тембрів може отримувати звуки різної вібрації, необов'язково узгоджені з традиційними тонами та півтонами.
В ряді композицій 20-х років Варез втілював новаторське трактування звуку та ритму, використовував атональність та нові принципи музичної форми, не пов'язані ні з традиційною гармонією, ні з прийомами тематичного розвитку. Роль тематизму, натомість, виконують звукові маси з різними тембрами, ритмом і висотністю.
Музика Вареза 20-х років побудована на сонористиці, що досягається багатократними повторами нот, звертанням до крайніх регістрів інструментів. Композитор визнавав, що він свідомо відмовився від традиційних звучань, добре відомих слухачам. Для музики Вареза цього періоду характерні різкість звучання в цілому, пульсація окремих звуків з різною частотою інтенсивності та зміною тембрів.
В інструментальному письмі Варез надавав перевагу духовим і ударним інструментам, значно розширюючи та розробляючи їхні нові виконавські можливості. Його «Іонізація» (Ionisation, 1931) стала першим музичним твором, написаним повністю для ударних інструментів.
Він також конструював нові музичні інструменти та електронні прилади (тут важливою була співпраця із Левом Терменом), здатні створювати звуки будь-якої частоти, демонструючи гармонічні особливості обертонів у всьому їх багатстві. Великим досягненням композитора було створення цілого світу нових звуків завдяки магнітному запису, які були використані ним у творах 50-х років — «Пустелі» (Déserts, 1954), «Електронна поема» (Poème électronique, 1958).

## Твори
- Un grand sommeil noir (1906, на вірші Верлена)
- Америки (Amériques) для великого оркестру (1918–21, ред. 1927)
- Жертвоприношення (Offrandes) на вірші Хосе Хуана Таблади і Вісенте Уїдобро для сопрано і камерного оркестру (1921)
- «Гіперпризма» (Hyperprism) для 9 духових и 7 ударних (1922–23)
- «Восьмигранник» (Octandre) для ударних и контрабаса (1923)
- «Інтеграли» (Intégrales) для 11 духових и 4 ударних (1924–25)
- «Аркана» (Arcana) для великого оркестру (1925–27)
- «Іонізація» (Ionisation) для 41 ударного інструменту і двох сирен (1929—31)
- «Екваторіал» (Ecuatorial) для баса або одноголосного хору, 8 мідних духових, фортепіано, органа, двох терменвоксів або хвиль Мартено і 6 ударних (1932—34)
- «Щільність 21,5» (Density 21.5) для флейти (1936)
- Dance for Burgess (1949)
- Déserts (1950—54)
- Poème électronique (1957—58)
- Nocturnal (1961)